# Оропий
Оропий (др.-греч. Ὀρώπιος; IV век до н. э.) — македонский сатрап Сузианы или Согдианы.

## Биография
По мнению В. Хеккеля, имя Оропия может носить этнический характер, но возможно, что оно служит греческой передачей звучания иранского имени.
Как отметил Дексипп, свою сатрапию Оропий получил не по праву наследства, а в качестве дара Александра Македонского. Это, по замечанию В. Хеккеля, свидетельствует, что Оропий не был македонским или греческим чиновником.
Среди специалистов нет однозначного мнения, какими именно землями управлял Оропий, чьё имя, по замечанию Стоянова Е. О., не упоминается, кроме как у Дексиппа, ни в одном из античных «вавилонских» списков. По мнению К. Мюллера, поддержанному и развитому Дройзеном И., а также в целом принятому Кошеленко Г. А., Оропий после смерти Аминты встал во главе Согдианы. После же выступления греческих колонистов в 325 году до н. э. Оропия сменил Филипп.
Но, по мнению большинства антиковедов, Оропий был наместником Сузианы. Когда в 324 году до н. э., после возвращения Александра с войском из Индийского похода, наряду со многими другими сатрапами, злоупотребившими своими полномочиями, был казнён Абулит, то на его место и был назначен Оропий. Однако вскоре Оропий, после начавшегося восстания, был вынужден бежать. Его преемником в таком случае, по всей видимости, стал Кен. А. Аусфельд, ссылаясь на Мецскую эпитому, где беглый сатрап назван Аргеем, предположил, что Оропий — это не имя собственное, а этникон уроженца Оропа. С этой позицией не согласился В. Хеккель, полагая, что имеет место повреждение текста.